# Orgnac-sur-Vézère
Orgnac-sur-Vézère település Franciaországban, Corrèze megyében. Lakosainak száma 321 fő (2022. január 1.). Orgnac-sur-Vézère Beyssac, Estivaux, Troche, Vigeois, Vignols és Voutezac községekkel határos.

## Népesség
A település népességének változása:
| Lakosok száma | 493  | 338  | 323  | 298  | 306  | 311  | 313  | 318  | 321  | 321  |
|               | 1968 | 1982 | 1990 | 2006 | 2013 | 2015 | 2017 | 2019 | 2020 | 2022 |